# Hastings Boys' High School
Hastings Boys' High School é uma escola secundária para meninos em Hastings, Nova Zelândia. A escola faz parte do Super 8. Foi fundada em 1904 como Hastings High School. Em 1922, tornou-se a Hastings Technical School sob a liderança de William Penlington, que permaneceu diretor até 1949.
Alunos da Hastings Boys' High School organizaram uma conferência em 1999 para avaliar a possibilidade de clonagem do huia, seu emblema escolar. A tribo Ngāti Huia concordou, a princípio, apoiar o esforço, que seria realizada na Universidade de Otago, e uma start-up com sede na Califórnia ofereceu 100 mil dólares de financiamento. No entanto, Sandy Bartle, curador de aves do Museu da Nova Zelândia Te Papa Tongarewa, disse que o genoma completo do huia não pode ser obtido a partir das peles abrigadas em museus em função do mau estado do DNA. Portanto, é muito improvável que uma tentativa de clonagem tenha algum sucesso.